# Luke Robinson (calciatore)
Luke Robinson (20 ottobre 1998) è un calciatore bermudiano, attaccante del Chatham Town.

## Carriera

### Club
Dopo aver giocato nelle giovanili del Brighton, ha giocato nelle serie minori inglesi (prevalentemente tra la sesta e la settima divisione). Ha inoltre giocato con il Glacis United nella prima divisione di Gibilterra.

### Nazionale
Ha esordito in nazionale con Bermuda nel 2021.

## Palmarès

### Club

#### Competizioni nazionali
- Isthmian League: 1

Worthing: 2021-2022